# Anne-Marguerite-Gabrielle de Beauvau-Craon
Pour les articles homonymes, voir Famille de Beauvau, Beauvau-Craon et Beauvau.
Anne-Marguerite-Gabrielle de Beauvau-Craon, Princesse de Lixin (Lixheim),  Maréchale de Levis Mirepoix, née le 28 avril 1707 à  Lunéville et morte le 12 mars 1792 à Bruxelles, est une dame de la noblesse lorraine plus généralement connue sous le titre de Maréchale de Mirepoix et son rôle de conseillère des favorites de Louis XV, mesdames de Pompadour et du Barry.

## Biographie
Fille du prince Marc de Beauvau-Craon et de sa seconde épouse Anne-Marguerite de Ligniville (1686-1772). Sa mère fut la favorite du duc Léopold Ier de Lorraine. Elle est la sœur de la marquise de Boufflers, surnommée la « Dame de Volupté », qui fut la favorite de Stanislas Leszczyński, roi de Pologne et duc de Lorraine, et la maîtresse du poète Saint-Lambert. 
La rumeur prétendait qu'Anne-Marguerite était en réalité la fille du duc, aussi fut-elle demandée en mariage par Jacques-Henri de Lorraine, prince de Lixheim qui l'épousa en 1721 à l'âge de 14 ans mais leur union ne dura que 13 ans car le prince mourut en 1734 au siège de Philippsbourg. Ils n'eurent pas d'enfants.
Devenue veuve à l'âge de 27 ans, la princesse convola une seconde fois en 1739 avec Gaston Pierre Charles de Lévis, marquis de Mirepoix et maréchal de La Foi (titre que les Levis portent depuis le XIIe siècle, à la suite de leur participation dans la croisade contre les albigeois).
Son époux est fait duc le 25 septembre 1751, tant pour ses talents militaires que pour ses capacités de diplomate. Nommé lieutenant-général et gouverneur des Pays de Vivarais et Velay, du diocèse d'Uzès et de la province du Languedoc en 1755, il est fait maréchal de France le 24 février 1757 par Louis XV. Il meurt le 24 septembre 1757 à Montpellier laissant son épouse veuve pour la seconde fois. Aucun enfant n'est né de cette union.
Fréquentant avec assiduité la cour et menant grand train, La maréchale de Mirepoix fait figure emblématique du règne de Louis XV. Elle se distingue par son esprit, ses complaisances, son indépendance et ses folles dépenses. Elle tient table ouverte et mise des fortunes au Jeu. Elle est l'égale en version féminine des grands seigneurs que furent le prince de Soubise et le duc de Richelieu.
La maréchale de Mirepoix appréciée de Louis XV faisait partie de son cercle d'intimes, amie de madame de Pompadour puis plus tard de madame du Barry elle gravitait dans l'entourage direct du Roi qui savait fort bien récompenser la maréchale de sa « complaisance ». Son rôle d'amie de la favorite ne lui valait pas que des amitiés puisque son frère et toute la cour jugeaient sévèrement l'aide qu'elle apportait à la nouvelle favorite. La complaisance de la maréchale s'explique en grande partie par le train de vie qu'elle menait car la chose n'était un secret pour personne à la cour, la maréchale aimait le luxe et se ruinait au jeu. De nombreux contemporains et parents tels que sa cousine la marquise de Créquy et le duc de Lévis la citent dans les mémoires et souvenirs du temps.
Âgée de 82 ans, au moment où éclate la Révolution française, elle s'exile et meurt à Bruxelles en 1792 à l'âge de 85 ans.

## Sources
- Jean-Baptiste-Pierre Jullien de Courcelles, Histoire généalogique et héraldique des pairs de France : des grands dignitaires de la couronne, des principales familles nobles du royaume et des maisons princières de l'Europe, précédée de la généalogie de la maison de France, vol. 12 vol., 1822-1833 [détail de l’édition]